# مجلس الشيوخ الأمريكي
مجلس الشيوخ الأمريكي (بالإنجليزية: United States Senate) هو الغرفة العليا في كونغرس الولايات المتحدة الأمريكية المكوّنِ من مجلسي الشيوخ ومجلس النواب الذي يُعتبر المجلس الأدنى مقارنة بالأول الذي يُعتبر الأعلى. تقعُ غرفة مجلس الشيوخ في الجناح الشمالي لمبنى الكابيتول في واشنطن العاصمة. تُحدَّدُ صلاحيات مجلس الشيوخ بموجبِ المادة الأولى من دستور الولايات المتحدة، حيثُ يتألَّفُ المجلس من مجموعةِ أعضاءٍ يُمثّل كلٌّ منهم ولاية من بينِ مجموع الولايات الأمريكيّة. تُمثَّلُ في الواقع كل ولاية من قِبل عُضوينِ من مجلس الشيوخ اللذانِ يخدمانِ لفترات متداخلة مدتها ست سنوات، وعليه يُوجد في العادة 100 عضوٍ في مجلس الشيوخ يُمثّلون 50 ولاية. كان يُعَيَّنُ أعضاء مجلس الشيوخ من قبل الهيئات التشريعية للولايات التي يمثلونها وذلك في الفترة الممتدة من عام 1798 حتى عام 1913 حينما أصبح يجري انتخابهم عن طريق التصويت الشعبي وذلكَ بعد التصديق على التعديل السابع عشر في عام 1913.
يتمتعُ مجلس الشيوخ بصفته الغرفة العليا في الكونغرس بصلاحياتٍ عديدةٍ تتعلَّقُ بتقديم المشورة والموافقة بما في ذلك الموافقة على المعاهدات وتأكيد أمناء مجلس الوزراء وقضاة المحكمة العليا والقضاة الفيدراليين وضُبَّاط الَعلَم والمسؤولين التنظيميين والسفراء وغيرهم من المسؤولين التنفيذيين. في حالةِ لم يحصل أيُّ مرشحٍ على أغلبية الناخبين (وبالتالي المجمع الانتخابي) لمنصب نائب الرئيس فإنَّ الواجب يقعُ على عاتق مجلس الشيوخ لانتخاب واحدٍ من أكبر اثنين حصولًا على الأصوات لهذا المنصب. لدى المجلس أيضًا سلطة إجراء محاكماتٍ لمن عَزَلَهم مجلس النواب.
يُعتبر مجلس الشيوخ على نطاق واسع هيئة أكثر تداولية وأكثر شهرة من مجلس النواب نظرًا لفتراته الطويلة وحجمه الأصغر ودوائره الانتخابية على مستوى الولاية والتي أدت تاريخيًا إلى تكوين جماعي أكثر وأجواء أقل حزبية. يُعتبر رئيس مجلس الشيوخ هو نائب رئيس الولايات المتحدة، وفي حالةِ غيابه يترأسُ الرئيس المؤقت – وهو العضو الأقدم في الحزب الذي يشغل أغلبية المقاعد – مجلس الشيوخ إلى حينِ عودة نائب الرئيس، فيما تُحدَّدُ وتُدار الأعمال التشريعية والتنفيذية لمجلس الشيوخ من قِبل زعيم الأغلبية في المجلس.

## التاريخ
أنشأ واضعو الدستور الأمريكي كونغرسًا من مجلسينِ في المقام الأول كحلٍ وسطٍ بين أولئك الذين شعروا أن كل ولاية – نظرًا لأنها ذات سيادة – يجبُ أن تكون ممثلة على قدم المساواة، وأولئك الذين شعروا أن الهيئة التشريعية يجب أن تمثل الشعب بشكلٍ مباشرٍ كما فعل مجلس العموم في بريطانيا العظمى. عُرفت فكرة وجود غرفةٍ واحدةٍ تمثل الناس على قدم المساواة في حين أن الأخرى تعطي تمثيلًا متساويًا للولايات بغض النظر عن عدد السكان باسمِ تسوية كونيتيكت. كانت هناك أيضًا رغبةٌ في وجود مجلسينِ حتى يُراقبان بعضهما البعض، حيثُ كان القصد الأول من فكرة تكوينِ المجلسين هو تشكيل مجلسٍ أول – عُرف حينها رمزيًا باسمِ مجلس الشعب – يُنتخب مباشرة من قبل الشعب ويُلزم النواب فيهِ بالبقاء على مقربةٍ من ناخبيهم، وتشكيل مجلسٍ ثانٍ يُمثّلُ الولايات إلى الحد الذي يحتفظون فيه بسيادتهم باستثناء الصلاحيات المفوضة صراحةً للحكومة، وينصُّ الدستور على أن موافقة المجلسين ضرورية في حالة إصدار أيّ تشريعاتٍ أو قوانين جديدة.
ظهرَ مجلس الشيوخ في الولايات المتحدة لأول مرةٍ عام 1789 على غرار مجلس الشيوخ الروماني.
أدلى جيمس ماديسون وهو رابعُ رئيسٍ للولايات المتحدة وأحد أبرز الشخصيات المساهِمة في صياغة الدستور بالتعليق التالي حول مجلس الشيوخ:
تنصُّ المادة الخامسة من الدستور على أنه لا يجوز إجراء أي تعديل دستوري لحرمانِ ولايةٍ ما من حقّها في الاقتراع المتساوي في مجلس الشيوخ دون موافقةٍ من تلك الولاية، كما لا يحقُّ لمقاطعة كولومبيا وكافة تبعيات الولايات المتحدة الأخرى التمثيل أو التصويت في أيٍّ من مجلسي الكونغرس، حيث لدى هذه التعبيات مندوبين رسميين غير مصوّتين في مجلس النواب ولا يوجدُ لهم أيُّ مندوبين أو شيء من هذا القبيل في مجلس الشيوخ. تنتخبُ كلٌّ من مقاطعة كولومبيا وبورتوريكو اثنينِ مما يُعرفا بأعضاء مجلس الشيوخ الظل لكنهم مسؤولون في حكوماتهم المحلية وليسوا أعضاء في مجلس الشيوخ الأمريكي. يوجدُ في الولايات المتحدة خمسين ولاية منذ عام 1959، وبذلك يكون لدى مجلس الشيوخ 100 عضو في مجلس الشيوخ منذ عام 1959 أيضًا.

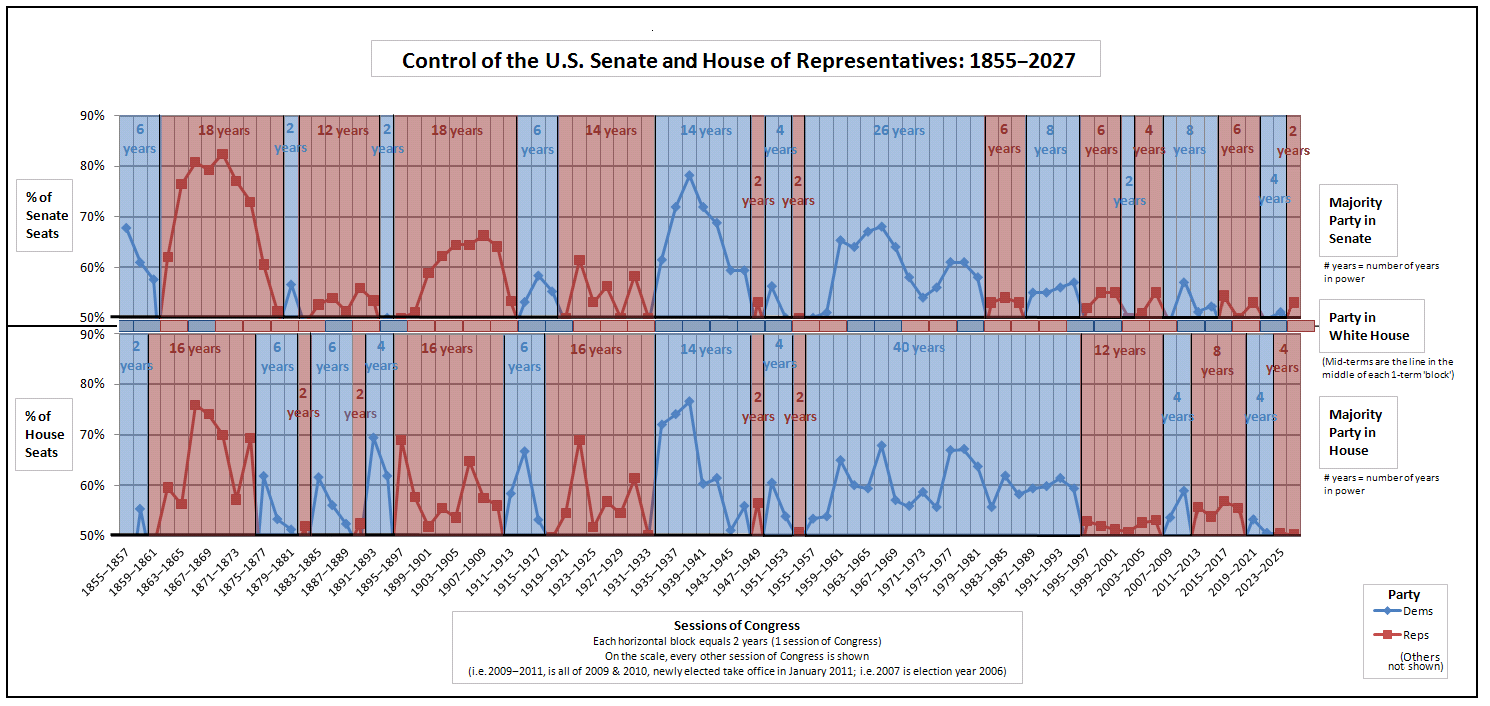
رسمٌ بيانيٌّ يُوضّح سيطرة الحزبين الديمقراطي والجمهوري تاريخيًا على مجلسي الشيوخ النواب والرئاسة الأمريكية منذ عام 1855.

نمَا التفاوت بين الولايات الأكثر والأقل اكتظاظًا بالسكان منذ تسوية كونيتيكت التي منحت كل ولايةٍ عضوين في مجلس الشيوخ وعضوًا واحدًا على الأقل في مجلس النواب لما مجموعه ثلاثة ناخبين رئاسيين على الأقل بغض النظر عن عدد السكان. كان عدد سكان ولاية فرجينيا عام 1787 ما يقربُ من عشرة أضعاف عدد سكان رود آيلاند (تعداد 1790)، بينما يبلغ عدد سكان ولاية كاليفورنيا اليوم حوالي 70 ضعفًا مقارنة بولاية وايومنغ (تعداد 2000). كان أعضاء مجلس الشيوخ يُنتخبون من قِبل المجالس التشريعية للولاية وذلك قبل اعتماد التعديل السابع عشر عام 1913، لكنَّ مشاكل المقاعد الشاغرة المتكررة بسبب عدم قدرة المجلس التشريعي للولاية على انتخاب عضو مجلس الشيوخ والصراعات السياسية داخل الولايات نفسها والرشوة والترهيب وما إلى ذلك ساهمت تدريجيًا في تحركٍ متزايدٍ لتعديل الدستور للسماح بالانتخاب المباشر لأعضاء مجلس الشيوخ.

## التكوين الحالي ونتائج الانتخابات

أعضاء مجلس الشيوخ الأمريكي في الكونغرس الـ 116

### التكوين
جدولٌ يُلخّص عدد أعضاء مجلس الشيوخ الـ 116 حسب الحزب:
| الانتماء | الانتماء   | الأفراد |
| -------- | ---------- | ------- |
|          | جمهوريون   | 50      |
|          | ديمقراطيون | 48      |
|          | مستقلون    | 2       |
| المجموع  | المجموع    | 100     |

## العضوية

### المؤهلات
تُحدّد المادة الأولى (القسم الثالث) من الدستور مؤهلات أعضاء مجلس الشيوخ:
1. يجبُ ألا يقلَّ عمر العضو عن 30 عامًا
2. يجبُ أن يكون من مواطني الولايات المتحدة لمدة تسع سنواتٍ على الأقل
3. يجبُ أن يكون من سكان الولاية التي يسعى إلى تمثيلها وقت انتخابه.

لم يدقق مجلس الشيوخ في سنواتهِ الأولى عن كثبٍ في مؤهلات أعضائه، وقُبل نتيجة لذلك أربعةٌ من أعضاء مجلس الشيوخ الذين فشلوا في استيفاء شرط السنّ: هنري كلاي الذي كان يبلغُ من العمر 29 عامًا حينما انتُخب عام 1806 وجون جوردان كريتيندين الذي كان يبلغُ من العمر 29 عامًا حينما انتُخبَ عام 1817 ثمّ أرمستيد طومسون ماسون الذي لم يتجاوز الـ 28 عامًا حين انتخابه عام 1816 وأخيرًا جون إيتون الذي كان يبلغُ من العمر 28 حين انتخابه سنة 1818. انتُخب عام 1934 راش دي هولت الأب عضوًا في مجلس الشيوخ عن عمرٍ ناهزَ الـ 29 عامًا لكنه انتظر حتى يبلغ من العمر 30 عامًا (في التاسع عشر من حزيران/يونيو التالي) حتى يُؤديَّ اليمين الدستورية، كما انتُخب جو بايدن في تشرين الثاني/نوفمبر 1972 لعضوية مجلس الشيوخ عن عمرٍ ناهزَ الـ 29 عامًا لكنه وصل إلى عيد ميلاده الثلاثين قبل مراسم أداء اليمين لأعضاء مجلس الشيوخ الجُدد في كانون الثاني/يناير 1973.
يستبعدُ التعديل الرابع عشر لدستور الولايات المتحدة أي ضباط فيدراليين أو مسؤولين حكوميين أقسموا على الدستور ولكنهم شاركوا لاحقًا في تمردٍ ما أو ساعدوا «أعداء الولايات المتحدة» من العمل في مجلس الشيوخ. دخل هذا التعديل حيّز التنفيذ بعد فترةٍ وجيزةٍ من نهاية الحرب الأهلية وكان يهدفُ إلى منع أولئك الذين انحازوا إلى الولايات الكونفدرالية الأمريكية من الحصول على عضويّة في المجلس.

### الانتخابات
كان اختيار أعضاء مجلس الشيوخ يقعُ في البداية على عاتقِ المجالس التشريعية للولايات وليس عن طريق الانتخابات الشعبية. بدأت المجالس التشريعية في السنوات الأولى من القرن العشرين في حوالي 29 ولاية في الاعتمادِ على الانتخابات الشعبية لاختيارِ عضو مجلس الشيوخ، قبل أن تُوحَّد هذه الطريقة على المستوى الوطني عام 1913 من خلال التصديق على التعديل السابع عشر.

#### مدة الولاية
يخدمُ أعضاء مجلس الشيوخ لمدة ست سنوات لكل بشكلٍ متداخل، بحيثُ يكون ما يقرب من ثلث المقاعد معدة للانتخاب كل عامين. يتحقَّقُ هذا الأمر من خلال تقسيم أعضاء مجلس الشيوخ في الكونجرس إلى أثلاث (تُسمَّى الفئات) حيث تنتهي مدة الثلث بعد سنتين وتنتهي مدة الثلث الثاني بعد أربعة سنواتٍ فيما تنتهي مدة الثلث الأخير بعد ستّ سنوات. اتُبع هذا النمطُ أيضًا بعد قبول ولايات جديدة في الدولة، وقد رُتّبت كل الشروط والقوانين بحيث لا يتمُّ التنافس على المقعدين من نفس الولاية في نفس الانتخابات العامّة إلا عند ملء مقعدٍ شاغر. جديرٌ بالذكر هنا أنه لا يوجد حدٌّ دستوري لعدد الفترات التي قد يخدمها عضو مجلس الشيوخ.
حدد الدستور موعد انعقاد الكونغرس في المادة الأولى، القسم الرابع، البند الثاني في اليوم الثالث من كانون الأول/ديسمبر، غير أنَّ التعديل العشرين غيَّر موعد افتتاح الجلسات إلى ظهر اليوم الثالث من كانون الثاني/يناير ما لم يُحدّد القانون يومًا مختلفًا. ينصُّ التعديل العشرون على أن يجتمع الكونغرس مرة واحدة على الأقل كل عامٍ ويُسمح للكونغرس بتحديد مواعيد انعقاده وجداول أخرى حسبما يشاء، فيما تنصُّ المادة الأولى (القسم الثالث) على أن للرئيس سلطة دعوة الكونغرس للانعقادِ في مناسبات استثنائية وفقًا لتقديره. يُسمَّى العضو الذي يُنتخب لكنه لم يدخل المجلس رسميًا بعضو مجلس الشيوخ المنتخب (بالإنجليزية: senator-elect) فيما يُسمَّى العضو الذي يُعيّن في المجلس دون أن يُعيّن رسميًا بعد باسمِ عضو مجلس الشيوخ المُعيَّن (بالإنجليزية: senator-designate).

#### انتخابات
تجري انتخابات مجلس الشيوخ في أول يوم ثلاثاء من شهر نوفمبر ويتزامنُ ذلك مع انتخابات مجلس النواب. يُنتخب كل عضوٍ من أعضاء مجلس الشيوخ في ولايته، ويمنحُ بند الانتخابات في دستور الولايات المتحدة لكل ولاية (وحتى للكونغرس إذا كان يرغبُ في ذلك لتنفيذ قانون موحد وشامل) سلطة تشريع طريقةٍ يتم من خلالها انتخاب أعضاء مجلس الشيوخ. تُجرى الانتخابات التمهيديّة أولًا في 45 ولاية للحزبين الجمهوري والديمقراطي (وعدد قليل من الأحزاب الثالثة حسبَ كلّ على الولاية) ثمّ تُجرى الانتخابات العامة بعد بضعة أشهر. يُعتمد في معظم الولايات على نظام الأغلبيّة وعليه فقد يلزم إجراء جولة إعادة في حالةِ ما لم يُحقّق مرشَّحٌ ما الأغلبية، أمَّا في الانتخابات العامة فيكون الفائز هو المرشَّح الذي يحصلُ على أغلبية الأصوات بعض النظر عن نظام الأغلبيّة.
تعتمدُ الولايات الخمس الباقية على طُرق مختلفة في ترشيحِ العضو للمجلس، حيثُ تعتمد ولاية جورجيا على جولة الإعادة بين المرشحين الأولين فقط في حالةِ ما لم يفز مرشَّحٌ ما بالأغلبية ويحدثُ هذا في الانتخابات العامة أيضًا. تُعقد في ولايات واشنطن وكاليفورنيا ولويزيانا انتخابات تمهيدية شاملة غير حزبية حيث يُشارك جميع المرشحين في انتخابات أولية واحدة بغض النظر عن الانتماء الحزبي بحيثُ يكون الفائز هو المرشَّح الحاصل على أكبر عددٍ من الأصوات. تُعتبر الانتخابات التمهيدية الشاملة في لويزيانا هي الانتخابات العامة ويمكن للفائز في الانتخابات التمهيدية الشاملة أن يفوز في الانتخابات العامة إذا حصل/حصلت على أغلبية الأصوات متجاوزًا جولة الإعادة. تعتمدُ ولاية ماين على جولة الإعادة المباشرة وذلك في تسميّة وانتخابِ المرشَّحين للمكاتب الفيدرالية بما في ذلك مجلس الشيوخ.

#### الشواغر
يتطلَّبُ التعديل السابع عشر ملء الشواغر في مجلس الشيوخ عن طريق انتخابات خاصة، ولذا فعندما يُعيَّن أو يُنتخب عضوٌ في مجلس الشيوخ يُرسل سكرتير المجلس أحد النماذج الثلاثة إلى حاكم الولاية لإبلاغه بالصياغة المناسبة للتصديق على تعيين عضو جديد في مجلس الشيوخ. إذا تزامنت انتخابات خاصة لمقعدٍ واحد مع انتخابات عامة لمقعد الولاية الآخر، فسيتمُّ التنافس على كل مقعدٍ على حدة. يتولَّى عُضو مجلس الشيوخ المُنتخَب في انتخابات خاصة منصبه في أقربِ وقتٍ ممكنٍ بعد الانتخابات ويخدمُ حتى انتهاء فترة الست سنوات.
يسمحُ التعديل السابع عشر للمجالس التشريعية للولايات بتمكين حكامها من إجراء تعيينات مؤقتة حتى إجراء الانتخابات الخاصة المطلوبة، وتختلفُ الطريقة التي يتمُّ بها سنُّ وتطبيق التعديل السابع عشر بين الولايات:
- لا تُمكِّنُ خمسُ ولاياتٍ وهي نورث داكوتا وأوكلاهوما وأوريغون ورود آيلاند وويسكونسن حُكَّامها من إجراء تعيينات مؤقتة وذلك بالاعتمادِ حصريًا على بند الانتخابات الخاص المطلوب في التعديل السابع عشر.[50] :7–8
- تُمكِّنُ تسع ولاياتٍ هي ألاباما وألاسكا وكونيكتيكت ولويزيانا وماساتشوستس وميسيسيبي وتكساس وفيرمونت وواشنطن التعيينات في منصب الحاكم ولكنها تتطلب أيضًا انتخابات خاصة وفقًا لجدول زمني مُحدَّد.:10–11
- تنصُّ الولايات الست والثلاثون المتبقية على التعيينات في منصب الحاكم حيث يخدم عضو مجلس الشيوخ ما تبقى من المدة أو حتى الانتخابات العامة التالية على مستوى الولاية.:8–9

يجبُ على الحاكم في ست ولايات ضمن الفئة أعلاه – أريزونا وهاواي وماريلاند ونورث كارولينا ويوتا ووايومنغ – تعيين شخص من نفس الحزب السياسي الذي كان يشغلُ المنصب السابق. :9 غيَّرت ولاية ماساتشوستس في أيلول/سبتمبر 2009 قانونها لتمكين الحاكم من تعيين بديلٍ مؤقتٍ للسيناتور الراحل إدوارد كينيدي حتى الانتخابات الخاصة في كانون الثاني/يناير 2010. قبلها بأربع سنواتٍ، كان ألاسكا قد سنَّت تشريعات واستفتاء اقتراع منفصل دخل حيّز التنفيذ حينها بخصوص الشواغر وقد أثَّر القانون المُصادَق عليه في الاقتراع على سلطة الحاكم في تعيين عضوٍ في مجلس الشيوخ. ونتيجة لذلك فمن غير المؤكّد ما إذا كان حاكم ألاسكا قد يُعيّن سيناتورًا مؤقتًا للعمل حتى إجراء انتخابات خاصة لملء المنصب الشاغر.

### اليمين
ينصُّ الدستور الأمريكي على ضرورة أداء القَسَم أو اليمين الدستوريّة من قِبل أعضاء مجلس الشيوخ. حدد الكونجرس القَسَم التالي لجميع المسؤولين الفيدراليين (باستثناء الرئيس) بما في ذلك أعضاء مجلس الشيوخ:

### الراتب والمزايا
يبلغُ الراتب السنوي لكل عضوٍ في مجلس الشيوخ منذ عام 2009 ما مجموعهُ 174,000 دولار، فيما يحصلُ الرئيس المؤقت وقادة الحزب على ما مجموعه 193,400 دولار. كان في حزيران/يونيو 2003 ما لا يقلُّ عن 40 من أعضاء مجلس الشيوخ من أصحابِ الملايين، أمَّا في عام 2018 فقد بلغ العدد أكثر من 50 عضوًا في المجلس من المليونيرات. يحصلُ أعضاء مجلس الشيوخ إلى جانبِ الرواتب على مزايا تقاعدية وصحية مماثلة للموظفين الفيدراليين الآخرين وذلك بعد خمس سنواتٍ على الأقل من الخدمة. أعضاء مجلس الشيوخ مشمولون إمَّا بنظام تقاعد الموظفين الفيدرالي أو نظام تقاعد الخدمة المدنية. الأول هو نظام التقاعد في مجلس الشيوخ منذ الأول من كانون الثاني/يناير 1987، في حين ينطبقُ نظام التقاعد الثاني على أعضاء مجلس الشيوخ الذين خدموا في المجلس قبل الواحد والثلاثين من كانون الأول/ديسمبر 1986. كما هو الحال بالنسبة للموظفين الفيدراليين، تجمعُ خزانة التقاعد في الكونغرس المال من خلال الضرائب ومساهمات الموظفين أنفسهم، فبموجبِ نظام تقاعد الموظفين الفيدرالي يُساهم أعضاء مجلس الشيوخ بنسبة 1.3٪ من رواتبهم في خطة التقاعد كما يدفعون 6.2٪ من رواتبهم في ضرائب الضمان الاجتماعي. يعتمد مبلغ معاش عضو مجلس الشيوخ على سنوات الخدمة ومتوسط أعلى ثلاث سنوات من راتبه، ولا يجوز أن يتجاوز مبلغ بداية المعاش التقاعدي لعضو مجلس الشيوخ 80٪ من الراتب النهائي. كان متوسّط المعاش التقاعدي السنوي عام 2006 لأعضاء مجلس الشيوخ المتقاعدين بموجبِ نظام تقاعد الخدمة المدنية حوالي 60,972 دولارًا في حين بلغ متوسّط معاش أولئك الذين تقاعدوا بموجبِ نظام تقاعد الموظفين الفيدرالي حوالي 35,952 دولارًا.

### الأقدمية
وفقًا لاتفاقية الأقدمية في مجلس الشيوخ، يُعرف السيناتور ذو المدة الأطول في كل ولاية باسم «السيناتور الأكبر» فيما يُعرف ذو المدة الأقصر في كلّ ولاية باسمِ «السيناتور الأصغر». ليس لهذه الاتفاقية أهمية رسمية على الرغم من أن الأقدمية بشكل عام هي عاملٌ مهمٌّ في اختيار المناصب الفعلية وفي تعيين اللجان الحزبية. كانت ماريا كانتويل من ولاية واشنطن في الكونغرس الـ 116 السيناتور الأكبر حيثُ أدَّت اليمين في الثالث من كانون الثاني/يناير 2001 فيما تقعُ حاليًا في المرتبة الثامتة عشر من حيث الأقدمية خلف باتي موراي التي أدت اليمين في الثالث من كاتهت الثاني/يناير 1993، أما السيناتور الأصغر فهو كيرستن سينيما من ولاية أريزونا الذي أدى اليمين في الثالث من كانون الثاني/يناير 2019 وهو يحتلُّ المرتبة الثانية والتسعين من حيثُ في الأقدمية قبل مارك كيلي الذي أدى اليمين في الثاني من كانون الأول/ديسمبر 2020 ليكون بذلك أحدث عضوٍ في مجلس الشيوخ يُؤدّي اليمين الدستوريّة.

### الطرد والإجراءات التأديبية الأخرى
يجوزُ لمجلس الشيوخ طرد عضوٍ ما بأغلبية ثلثي الأصوات. طُرد على مرّ تاريخ المجلس ما مجموعهُ خمسة عشر عضوًا: الأول كان وليام بلونت بتهمة الخيانة عام 1797 ثمّ طُرد أربعة عشر عضوًا آخرًا عامي 1861 و1862 لدعم الانفصال الكونفدرالي. لم يُطرد أيُّ عضوٍ من مجلس الشيوخ منذ عام 1862، ومع ذلك فقد آثر بعض أعضاء المجلس الاستقالة عند مواجهة إجراءات الطرد بمن فيهن بوب باكوود عام 1995. قام مجلس الشيوخ بلوم وإدانة أعضاءٍ منه لكنّ ذلك لم يصل حدَّ الطرد علمًا أنَّ اللوم أو الإدانة لا يتطلَّبُ سوى أغلبية بسيطة ولا يترتب عنهُ شيئًا. اختار في المقابل بعض أعضاء المجلس الانسحاب من سباقات إعادة انتخابهم بدلاً من مواجهة اللوم أو الطرد مثل روبرت توريسيللي في عام 2002.

## أحزاب الأغلبية والأقلية
حزبُ الأغلبيّة هو الحزب السياسي الذي يتمتع إما بأغلبية المقاعد أو يُمكنه تشكيل ائتلافٍ أو كتلة حزبيةٍ بأغلبية المقاعد. في حالةِ ما شُكّلت كتلة حزبيّة من حزبين – أو أكثر – فإنَّ انتماء نائب الرئيس سيُحدِّد حزب الأغلبية، فيما يُعرف ثاني أكبر حزب باسمِ حزب الأقلية. ينتمي الرئيس المؤقت ورؤساء اللجان وبعض المسؤولين الآخرين بشكلٍ عامٍ إلى حزب الأغلبية فيما ينتمي كبار أعضاء اللجان في العادة لحزب الأقلية.

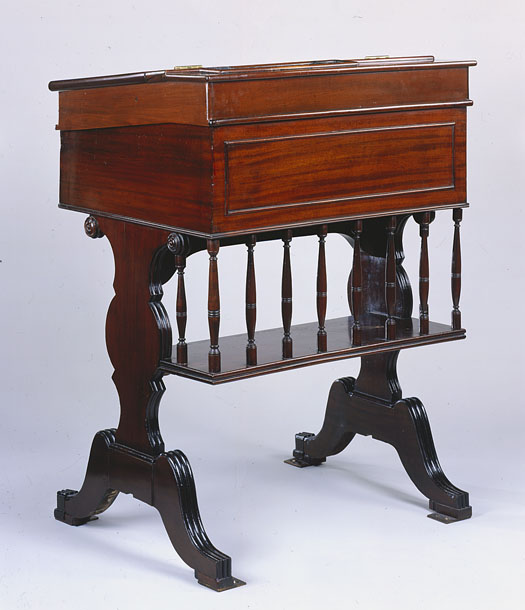
مكتب مجلس الشيوخ الأمريكي

تُوجد في أحدِ طرفي غرفة مجلس الشيوخ منصّةٌ يترأسُ منها رئيس المجلس الجلسة، وقد يجلسُ مسؤولون آخرون في الطبقة السفلية من المنصة التي تُحيط بها مائة مكتب مرتبة في الغرفة بنمطٍ نصف دائري ومُقسَّمة بممرٍ مركزي عريض. يجلس الحزب الديمقراطي تقليديًا إلى يمين الرئيس فيما يجلسُ الحزب الجمهوري تقليديًا إلى اليسار وذلك بغض النظر عن الحزب الذي لديه أغلبية المقاعد. يختلفُ في هذه النقطة مجلس الشيوخ عن مجلس العموم في المملكة المتحدة والهيئات البرلمانية الأخرى في دول الكومنولث وأماكن أخرى.
يختارُ كل عضوٍ في مجلس الشيوخ مكتبًا على أساس الأقدمية داخل الحزب، حيث يجلسُ – حسب العُرف – زعيم كل حزبٍ في الصفِّ الأمامي على طول الممر الأوسط. يعود ثمانية وأربعون مكتبًا من المكاتب الموجودة في المجلس إلى عام 1819 عندما أُعيد بناء غرفة مجلس الشيوخ بعد دمار جزءٍ كبيرٍ منها خلال حريق واشنطن عام 1812، وأُضيفت مكاتب جديدة ذاتُ تصميمٍ مماثلٍ مع انضمامِ ولاياتٍ جديدةٍ إلى الولايات المتحدة الأمريكية. جديرٌ بالذكرِ هنا أنه من المألوف أن يقوم كل عضوٍ في مجلس الشيوخ بكتابة اسمه داخل درج المكتب الذي يجلسُ عليه طوال مدة ولايته.

## الجلسات

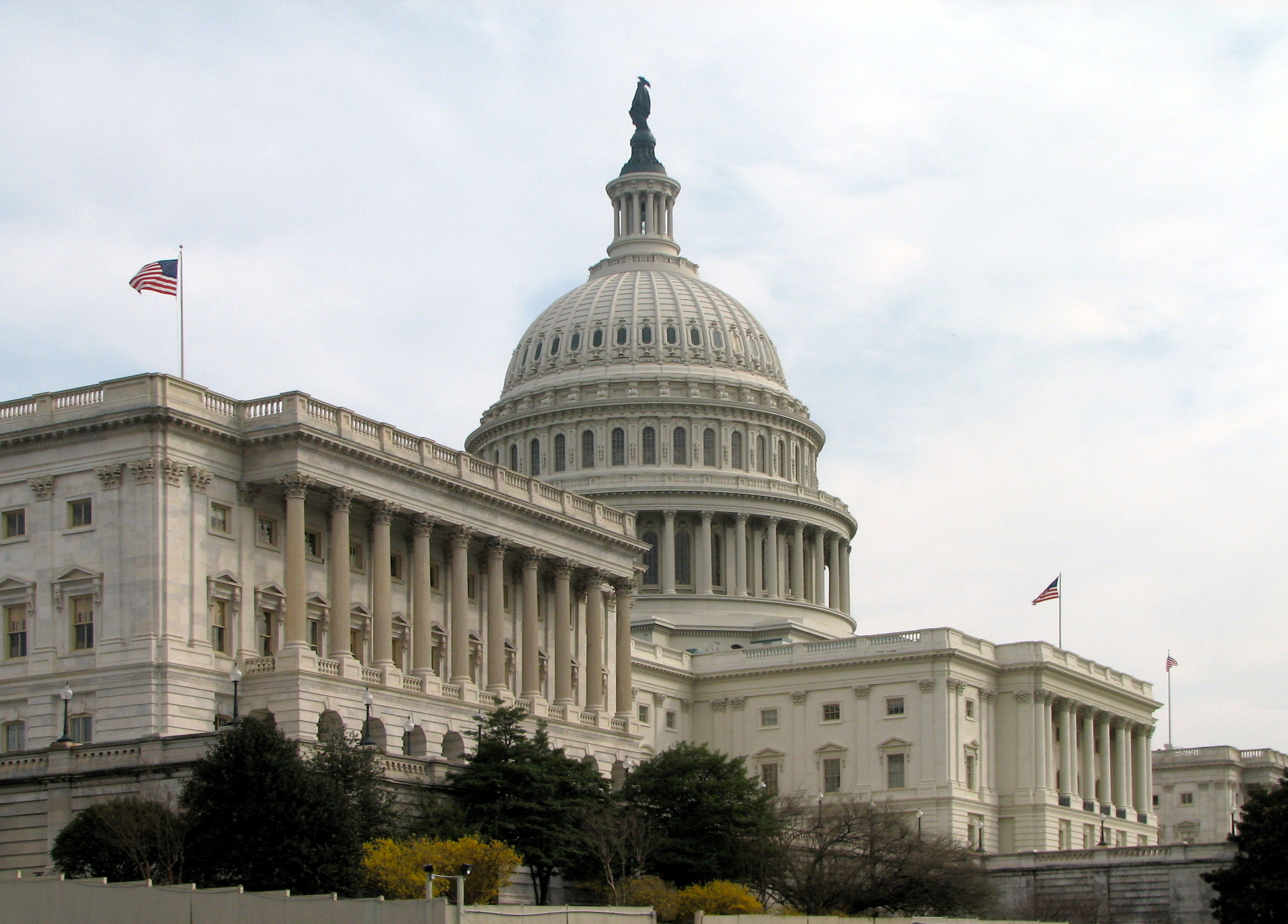
جانبٌ من مجلس الشيوخ في مبنى الكابيتول بالولايات المتحدة في واشنطن العاصمة

ينتخبُ مجلس الشيوخ مسؤوليه – باستثناء رئيس المجلس – الذين يُحافظون على النظام ويُديرون ويُرتِّبون الأعمال التشريعية والتنفيذية للمجلس الشيوخ كما يُفسِّرون قواعد المجلس وممارساته وأمور أخرى من هذا القبيل، كما يُعيَّن العديد من الأشخاص في المجلس لمساعدتهِ في إدارة الأعمال اليوميّة والترتيب للاجتماعات وما إلى ذلك.

### رئيس الجلسة
يشغُل نائب رئيس الولايات المتحدة بموجبِ الدستور منصب رئيس مجلس الشيوخ، ويجوز له التصويت في المجلس في حالة التعادل في الأصوات لكنّ ذلك اختياري لا إجباري على اعتبار أنه ليس عضوًا منتخبًا في المجلس. كانت فيمَا مضى مهمة رئاسة جلسات مجلس الشيوخ إحدى الواجبات الرئيسية لنائب الرئيس إلى جانبِ واجباتٍ أخرى في ذات المنصب، لكن ومنذ خمسينيات القرن الماضي تغيَّر هذا الواجبُ قليلًا حيث أصبحَ ترأُس نائب الرئيس للمناقشات داخل مجلس الشيوخ أمرًا ثانويًا إلى حدٍ كبير. يترأس في الواقع نائب الرئيس – الذي هو رئيس مجلس الشيوخ – المناسبات الاحتفالية مثل أداء اليمين لأعضاء مجلس الشيوخ الجُدد أو الجلسات المشتركة كما قد يترأسُ الجلسات التي سيُعلن فيها عن نتيجة تشريعاتٍ مهمة أو ترشيحٍ مهمٍ أو حتى عندما يُتوقَّع تعادلٍ الأصوات حول قضية مهمة.
يخول الدستور مجلس الشيوخ في انتخابِ رئيسٍ مؤقتٍ (بالإنجليزية: president pro tempore) وهو الرئيس الذي يترأس الغرفة في غياب نائب الرئيس. عادةً ما يكونُ الرئيس المؤقت للمجلس – حسب العرف – هو عضو مجلس الشيوخ عن حزب الأغلبية صاحب أطول سجلٍ من الخدمات، وعلى غِرار نائب الرئيس (رئيس المجلس) فإنَّ الرئيس المؤقَّت لا يترأس في العادة الجلسات بل يُفوّض مسؤولية رئاستها لحزب الأغلبية الذي يترأسُ عددٌ من أعضائه الجلسة الواحدة بالتناوب. يُطلب في كثيرٍ من الأحيان من أعضاء مجلس الشيوخ الجُدد (الأعضاء المُنتخَبين حديثًا) تولّي رئاسة جلسةٍ ما حتى يعتادوا على قواعد وإجراءات المجلس. يجلسُ رئيس الجلسة على كرسيّ بارزٍ وسط القاعة، حيث يدعو أعضاء المجلس للبدءِ في النقاشات حسب بعض القوانين والقواعد التي تُحدَّد المتكلِّم الأول من الثاني وهكذا، كما يفصلُ رئيس الجلسة في بعض الأمور من قبيل اعتراضات أعضاء المجلس فضلًا عن إعلانه نتائج التصويتات.

### قادة الحزب
ينتخبُ كل حزبٍ قادتهُ في مجلس الشيوخ، ويعملُ القائد متحدثًا رئيسيًا لحزبه، كما ينتخبُ الحزب قائدًا مساعدًا يعملُ على ضمان تصويت أعضاء مجلس الشيوخ في حزبه كما ترغب قيادة الحزب، أما زعيمُ الأغلبية في مجلس الشيوخ فهو المسؤول عن التحكم في جدول أعمال الغرفة من خلال جدولة المناقشات والتصويت.

### أعضاء آخرون
يضمُّ مجلس الشيوخ بالإضافة إلى نائب الرئيس العديد من الأعضاء الآخرين بما في ذلك المسؤول الإداري الأول في المجلس الذي يُعتبر سكرتير المجلس حيثُ يحتفظ بالسِّجلات العامة ويصرفُ الرواتب ويُشرف على المكاتب وباقي الأمور التنظيميّة. يُساعد سكرتير مجلس الشيوخ مساعدٌ آخرٌ له نفس المهامِ تقريبًا ولو بشكلٍ أقل ثمّ هناك المسؤول عن إنفاذ القانون داخل وخارج المجلس حيث يحافظ على النظام والأمن بمساعدةٍ من شرطة الكابيتول إلى جانبِ أعضاء آخرين.

## التدبير

### الجلسات اليومية
يجتمعُ مجلس الشيوخ – على غِرار مجلس النواب – في مبنى الكابيتول بالولايات المتحدة في واشنطن العاصمة. تُوجد في إحدى نهايات غرفة مجلس الشيوخ منصّةٌ يترأس منها رئيس الجلسة الذي يُحيط به باقي المشاركين في الجلسة. تُفتح جلسات مجلس الشيوخ بصلاةٍ خاصة أو دعاء وعادةً ما تنعقدُ في أيام الأسبوع. تكونُ معظم جلسات المجلس مفتوحة بشكلٍ عامٍ للجمهور حيث تُبثُّ على الهواءِ مباشرة على شاشة التلفزيون من خلال قناة سي-سبان الثانيّة المتخصّصة في نقلِ كل ما يجري داخل مجلس الشيوخ.
لا تقومُ جلسات مجلس الشيوخ على القواعد فحسب، بل تقومُ أيضًا على مجموعةٍ متنوعةٍ من العادات والتقاليد، لكن المجلس يتنازلُ عادةً عن بعض قواعده الأكثر صرامة بموافقة إجماعية. يتفاوضُ قادة الأحزاب في الغالبِ على مشاريع القوانين قبل عقد الجلسة، ويُمكن لأحد القادة معارضة مشروع قانون بالكامل مع أنَّ مثل هذه الاعتراضات نادرة على اعتبار أن المشاريع تُناقش قبل العقد الفعليّ والرسمي للجلسة وتُعدل حينها حتى يُوافق عليها الكل أو الغالبيّة على الأقل. يقومُ في المقابل رئيس الجلسة بتطبيق قواعد المجلس وله أن يحذر مثلًا الأعضاء الذين يخرجون عن تلك القواعد، كما يستخدمُ أحيانًا المطرقة للحفاظِ على النظام.
تُعلَّقُ المناقشات عندما يُخطَر مكتب قائد الحزب بأن عضوًا ما يعتزمُ الاعتراض على طلب موافقةٍ بالإجماع من مجلس الشيوخ للنظر في مشروع قرارٍ أو تمريره، ويجوزُ الاعتراض لأيّ سبب كما يُمكن للسناتور رفع هذا الاعتراض في أي وقت. يجوز لعضو مجلس الشيوخ أن يبدي تحفظهُ عند مراجعة مشروع قانونٍ ما كما يمكنه الموافقة عليه أو الاعتراض أو حتى تأجيل النظر فيه. ينصُّ الدستور على أن أغلبية أعضاء مجلس الشيوخ كافية لتشكيل النصاب القانوني والبدء في جلساته، وبموجبِ قواعد مجلس الشيوخ فيُفترَض دائمًا أن يكون النصاب القانوني مكتمل نسبة لمشاركة غالبية الأعضاء في كلّ الجلسات. يجوزُ لأيّ عضوٍ في مجلس الشيوخ أن يُنبّه لعدم اكتمال النصاب عند مناقشة مشروعِ قرارٍ ما فيقوم حينها المسؤول عن اكتمالِ النصاب القانونيّ بمطالعة قائمة مجلس الشيوخ والتأكّد من حضورهم. نادرًا ما يطلبُ عضوٌ من أعضاء المجلس التحقّق من اكتمالِ النصاب، لكنّ بعض الأعضاء قد يفعلون في حالات قليلة جدًا لتأخير النقاشات حول مشروعِ قرارٍ ما أو لانتظار وصول عضوٍ للقاعة للتحدث أو لإعطاء قادة الحزب بعض الوقت للتفاوض.

#### النقاش
تحكمُ النقاش – مثل معظم الأمور الأخرى التي تجري داخل مجلس الشيوخ – قواعدٌ داخليّةٌ اعتمدها المجلس بنفسه. لا يجوزُ لأيّ عضوٍ من أعضاء مجلس الشيوخ التحدث إلا إذا طلب منهُ رئيس الجلسة ذلك، ومع ذلك فهذا الأخير لا يُعطي الكلمة للعضو الأول الذي يبدأُ النقاش حول مشروع قرارٍ ما وبالتالي فرئيسُ الجلسة ليس لديه سيطرةٌ تُذكر على مسار المناقشة. عادة ما يبدأُ زعيما الأغلبية والأقلية المناقشات وقد يفعلُ سيناتورٌ آخرٌ هذا في بعض الحالات. تُوجَّه مناقشات الأعضاء إلى رئيس الجلسة بشكل مباشرٍ مع أنَّ المقصود بها باقي الأعضاء، حيثُ يبدأ المتحدث كلامهُ بعبارة «السيّد الرئيس» أو «السيدة الرئيسة» ويُشير لباقي الأعضاء الآخرين بصيغة أو عبارة الغائب. لا يُشير أعضاء مجلس الشيوخ في غالبيّة الحالات إلى بعضهم البعض بالاسم الحقيقي بل يُشار لهم بعبارات من قبيل «عضو مجلس الشيوخ الأكبر من ولاية فرجينيا» أو «السيد من كاليفورنيا» أو حتّى «صديقي الموقر رئيس اللجنة القضائية».
تنصُّ قواعد مجلس الشيوخ على أنه لا يجوز لأي عضوٍ في مجلس الشيوخ إلقاء أكثر من خطابين بشأن اقتراحٍ أو مشروع قانونٍ في نفس اليوم التشريعي الذي يبدأُ بانعقادِ المجلس وينتهي مع رفع الجلسة. ليست هناك قيودٌ محدّدة على طول الخطب، وعليه يُمكن لأعضاء مجلس الشيوخ التحدث كما يُريدون والوقت الذي يُريدون. يتبنَّى مجلس الشيوخ في كثيرٍ من الأحيان اتفاقياتٍ عبر الموافقة بالإجماع خاصّة في الاتفاقيات أو القوانين المُحددة زمنيًا من قبل، على عكسِ اتفاقيات أخرى (مثل النقاش حول الموازنة) والمحددة بموجبِ القانون لا بفترة زمنيّة معيّنة.

#### المماطلة والتعطيل
المماطلة السياسية هي تكتيكٌ يُستخدم للتغلُّبِ على مشاريع القوانين والاقتراحات عن طريق إطالة أمد النقاش إلى أجلٍ غير مُسمَّى. قد تستلزمُ المماطلة خطابات طويلة وحركات مُبطَّنة الغرضُ منها تعطيل أو تأخير التعديلات المُقتَرحَة. قد يُنهي مجلس الشيوخ أعمال التعطيل والمماطلة عن طريقِ ما يُعرف بإنهاء النقاش داخل الجلسة لكنّ ذلك يتطلَّبُ موافقة ثلاثة أخماس مجلس الشيوخ في حالة نقاش مشاريع قرارات سياسيّة بينما يستوجبُ موافقة أغلبية الثلثين لإنهاء نقاشٍ حول مشروع قرارٍ تنظيمي يتعلَّقُ بالمجلس.
في الواقع يُعدُّ التهديد بإنهاء جلسة نقاشٍ ما أكثر أهمية من طلب إنهائها فعليًا على اعتبار أنّ هذه العملية تتطلَّبُ موافقة ثلاثة أخماس مجلس الشيوخ وهو ما يعني موافقة 41 عضوًا وهو أمرٌ نوعًا ما صعب. نادرًا ما طلب أحدُ أعضاء مجلس الشيوخ – على مرِّ تاريخه – إنهاء النقاش في جلسةٍ ما بسبب المماطلة لعدة اعتبارات لعلَّ أبرزها أنَّ دعم الحزبين ضروريٌّ في الغالب للحصول على الأغلبية المطلوبة وعليه فالبحث عن الدعمِ أفضل من البحث عن إنهاء الجلسة واحدة تلو الأخرى، ومع ذلك فقد زادت بشكلٍ ملحوظٍ طلباتُ إنهاء النقاشات بسبب المماطلة والتسويف في السنوات الأخيرة.
حتى في حالةِ إقرار إنهاء المناقشة من قِبل مجلس الشيوخ، فقد لا تنتهي بالضرورة بعد إقرارها مباشرة إلّا في حالةِ ما وافقَ ثلاثة أخماس الأعضاء المتبقين في المجلس على إنهائها رسميًا. جديرٌ بالذكر هنا أنَّ أطول خطاب لتعطيل جلسة نقاشيّة في تاريخ مجلس الشيوخ مُسجَّلٌ باسمِ السيناتور ستروم ثورموند الذي تحدث لأكثر من 24 ساعة في محاولةٍ فاشلةٍ لعرقلة تمرير قانون الحقوق المدنية لعام 1957. ينصُّ قانون ميزانية الكونغرس لعام 1974 على بُندٍ يُعرف باسمِ المصالحة أو الموافقة (بالإنجليزية: reconciliation) يُمكن للكونغرس من خلاله تمرير مشاريع القوانين المتعلقة بالميزانية دون أن تخضع تلك القوانين للتعطيل أو محاولة العرقلة عبر المماطلة من أجل إنهاء جلسة النقاش، ويتمُّ تحقيق ذلك من خلال قَصْرِ كل مناقشاتِ مجلس الشيوخ على 20 ساعة فقط.

#### التصويت
يُطرح مشروع القرار بعد انتهاء النقاش حوله للتصويت عليهِ من قبل باقي أعضاء مجلس الشيوخ، حيثُ يطرح رئيس الجلسة السؤال ويرد الأعضاء صوتيًا إمَّا بـ «نعم» في حالة الموافقة على مشروع القرار أو «لا» في حالة ما كانوا ضدّه، ثمَّ يُعلن الرئيس نتيجة التصويت النهائيّ. ومع ذلك يجوزُ لأيّ عضوٍ في مجلس الشيوخ الطعن في تقييم رئيس الجلسة وطلب تصويتٍ مُسجَّل بدل الصوتيّ، ولا يُمكن الموافقة على الطعن إلّا إذا قَبِلَ خُمس أعضاء مجلس الشيوخ الحاضرين ذلك. يدعو الكاتب – وهو موظَّفٌ في مجلس الشيوخ يحرصُ على تسهيل أعماله – عند إجراء تصويتٍ مُسجَّلٍ أعضاء مجلس الشيوخ حسب قائمة مرتبة ترتيبًا أبجديًا، ويُمكن حينها لكل عضو من المجلس مشارك في الجلسة النقاشيّة أن يُدلي بصوته حينما يسمعُ اسمه طالما كان التصويت مفتوحًا لا سريًا. يُغلق باب التصويت وفقًا لتقدير رئيس الجلسة مع أنَّ التصويت يجبُ أن يظلَّ مفتوحًا لمدة 15 دقيقة على الأقل. تُحدّد غالبية المصوتين ما إذا كان مشروع القرار سيمرُّ أم لا، وفي حالةِ التعادل في الأصوات يحقُّ لنائب الرئيس – إن كان حاضرًا في الجلسة – الإدلاء بصوته للحسم، أما إذا كان غائبًا فإنَّ مشروع القرار المُصوَّت عليه لا يمر وبالتالي يفشل.
تتطلَّبُ في المقبل مشاريع القوانين المُعلَّقة أغلبية ثلاثة أخماس المجلس (والذي يعني عادة 60 صوتًا) للتغلب على تصويت إيقاف النقاشات وذلك للعودة للتصويت العادي حيث يستلزمُ موافقة أغلبية بسيطة (عادة 51 صوتًا) على مشروع القانون. لقد تسبَّب هذا القانون في إرباك بعض وسائل الإعلام الإخبارية (60 صوتًا اللازمة من أجل التغلب على تصويتٍ بخصوص إنهاء النقاشات في جلسة ما ثمّ 51 صوتًا للموافقة على مشروع القانون بعدها)، وعلى سبيل المثال لا الحصر ذكرت يو إس إيه توداي أنَّ التصويت على مشروع قانونٍ يتعلق بحيازة الأسلحة بلغ 58 صوتًا مقابل 39 وفسّرتهُ خطأً – بحكم الأغلبيّة – على أنه موافقة من المجلس لمشروع القرار بينما كان ينقصُ صوتينِ (للوصول للعد اللازم وهو 60) من أجلِ قبول المشروع المُقترَح.

#### الجلسة المغلقة
قد يذهب مجلس الشيوخ في بعض الأحيان إلى ما يُسمَّى بالجلسة السريّة أو المغلقة (بالإنجليزية: Closed session) والتي يتمُّ فيها إغلاق أبواب القاعة وإيقاف تشغيل الكاميرات وإبعاد أيّ شخص (غير الذين أقسموا على الحفاظ على سريّة ما يجري داخل القاعة) كما يجري فيها إبعادُ أي شخص وجودهُ غير ضروريٍّ في الجلسة. تُعتبر الجلسات المغلقة في مجلس الشيوخ نادرة وعادةً ما تُعقد فقط عندما يُناقش المجلس موضوعًا حساسًا مثل الأمن القومي، أو الاتصالات الخاصة للرئيس أو المداولات قبل البدء في محاكمات عزل الرئيس وما قد يترتب عنها. يُمكن لأيِّ عضوٍ في مجلس الشيوخ الدعوة إلى جلسةٍ مغلقةٍ وقد يفرضها في حالةِ ما أيَّد مقترحه سيناتورٌ آخرٌ أو أكثر، لكنّ المجلس عادةً ما يتفقُ على الجلسات المغلَقة (أو السريّة) مسبقًا. على جانبٍ آخرٍ، وفي حالةِ ما لم يُوافق مجلس الشيوخ على إصدار نسخةٍ من الجلسة السريّة، فسُتخزَّنُ النسخة في مكتبِ أمن مجلس الشيوخ وتُرسل في النهاية إلى الأرشيف الوطني. تظلُّ النُّسخ محفوظة هناك إلى أجلٍ غير مُسمَّى حتى يُصوّت مجلس الشيوخ على رفعِ السرية عنها. تبنَّى المجلس عام 1973 قاعدة قرارًا يُلزم أن تكون جميع جلسات اللجان مفتوحة ما لم تُصوّت أغلبية أعضاء اللجنة على جلسة مُغلَقة.

### التقويمات
يحتفظُ مجلس الشيوخ بتقويمينِ؛ أولٌ يتعلَّقُ بالمجلس نفسه والثاني بالأمور والقرارات التنفيذيّة. يُحدِّد التقويم الأول مشاريع القوانين والقرارات التي تنتظرُ مناقشاتٍ في مجلس الشيوخ، بينما يُحدّد التقويم الثاني القرارات التنفيذية والمعاهدات التي وافقت عليها لجان المجلس في انتظارِ قراراتهِ النهائيّة. جديرٌ بالذكرِ هنا أنَّ التقويمانِ يُحدثا في كلّ يومٍ يعقدُ المجلس جلسة.

### اللجان

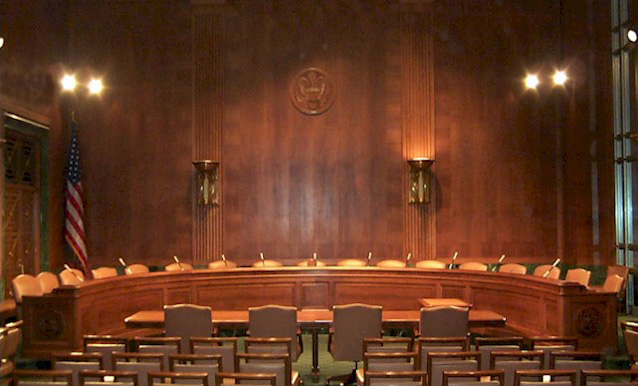
تُستخدم الغرفة 226 في مبنى مكتب مجلس الشيوخ في ديركسن لجلسات الاستماع من قبل اللجنة القضائية بمجلس الشيوخ.

يعتمدُ مجلس الشيوخ على اللجان واللجان الفرعية التابعة لها لتنفيذِ مجموعة متنوعة من المهام بما في ذلك مراجعة مشاريع القوانين والإشراف على السُّلطة التنفيذية. يُعيِّن مجلس الشيوخ أعضاء اللجان بالكامل، ومع ذلك فيُمكن للأحزاب السياسية اختيار بعض الأعضاء وذلك على أساس الأقدميّة. تُخصَّصُ مقاعد لكل حزبٍ في اللِّجان بما يتناسب مع تواجده في المجلس.
تُنفَّدُ معظم أعمال اللجان من خلال 16 لجنة دائمة لكلٍ منها اختصاص في مجالٍ معيّنٍ على غِرار الشؤون المالية أو العلاقات الخارجية وما إلى ذلك. يجوز لكل لجنة دائمة النظر في مشاريع القوانين التي تقع ضمن اختصاصها وتعديلها وإعداد التقارير عنها. تنظرُ علاوة على ذلك كلُّ لجنةٍ دائمةٍ في الترشيحات الرئاسية للمكاتب ذات الصلة باختصاصها، فتنظرُ على سبيل المثال لا الحصر اللجنة القضائية في المُرشَّحين لشغل مناصب القضاة فيما تنظرُ لجنة العلاقات الخارجية في المُرشَّحين لشغل مناصب في وزارة الخارجية وهكذا. يجوزُ للجان منع المرشحين وعرقلة مشاريع القوانين من الوصول إلى قاعة مجلس الشيوخ، كما تُشرف اللجان الدائمة على إدارات ووكالات السلطة التنفيذية. تتمتع اللجان الدائمة في أداء واجباتها بصلاحية عقد جلسات الاستماع واستدعاء الشهود والاطلاع على الأدلة وأشياء من هذا القبيل.
لدى مجلس الشيوخ أيضًا عدة لجان لا تُعتبر لجانًا دائمة، وتُعرف هذه الهيئات عمومًا باللجان المختارة أو الخاصة حيث تنظر في المواضيع الأخلاقيّة مثلًا وهناك لجنة خاصة بالشيخوخة. يُحال التشريع أحيانًا إلى بعض هذه اللجان على الرغم من أن الجزء الأكبر من العمل التشريعي يتمُّ من قِبل اللجان الدائمة. يجوز إنشاء اللجان على «أساس مخصص» لأغراض محددة حيث أُنشئت على سبيل المثال لا الحصر لجنة ووترغيت الخاصّة وذلك للتحقيقِ في فضيحة ووترغيت. تجدر الإشارةُ هنا إلى أنَّ اللجان الخاصَّة هي لجان مؤقتة تُحلُّ مباشرة بعد أداء المهام الموكلة إليها.
يضمُّ الكونغرس لجانًا مشتركة تضمُّ أعضاء من مجلسي الشيوخ والنواب، وتُشرف بعض اللجان المشتركة على الهيئات الحكومية المستقلة حيث تُشرك مثلًا اللجنة المشتركة للمكتبة على مكتبة الكونغرس. تعمل اللجان المشتركة الأخرى على إعداد تقارير استشارية، فهناك مثلًا لجنة مشتركة للضرائب ولجان أخرى تُعدُّ تقارير من نوعٍ آخر. لا تُحال مشروعات القوانين والمُرشَّحون للجان مشتركة ومن ثمَّ فإنَّ قوة اللجان المشتركة أقلُّ بكثيرٍ من قوة اللجان الدائمة.
يرأس كل لجنة ولجنة فرعية تابعة لمجلس الشيوخ رئيسٌ عادة ما يكون عضوًا في حزب الأغلبية. كان يتمُّ في السابق تحديد رؤساء اللجان من خلال الأقدمية البحتة، ونتيجة لذلك استمرَّ العديد من أعضاء مجلس الشيوخ المُسِنِّين في العمل كرؤساء للجان على الرغمِ من الضعف الجسدي الشديد أو حتى الشيخوخة في بعض الحالات. تغيّرت الأمور قليلًا في الوقت المعاصر حيث يُنتخَب رؤساء اللجان ومع أنَّ عامل الأقدمية قد يُؤثّر لكنه ليس العامل الرئيسي والمهم. يتمتع رئيس اللجنة بصلاحياتٍ واسعة حيثُ يتحكَّمُ في جدول أعمال اللجنة ومن ثم يُقرر مقدار الوقت الذي يجبُ تخصيصه للنظر في مشروع قانونٍ ما، كما يتصرفُ الرئيس بسلطة اللجنة في رفض أو تأخير مشروع قانونٍ ما أو ترشيحٍ ما فضلًا عن اطلاع الرئيس الكامل على تقارير اللجنة. لقد كان هذا الدور الأخير الذي يلعبه رئيس اللجنة مهمًا بشكلٍ خاصٍ في منتصف القرن العشرين عندما كان يُعتقد أن بعض التقارير التي تعدها اللجان تُكتب بشكل فرديّ وحتى دون اطلاعٍ من باقي أعضاء اللجنة، زاد تأثير اللجان – وبالتالي رؤسائها – بشكلٍ كبيرٍ بعدما لُوحظَ أنَّ أعضاء مجلس الشيوخ الذين يتعاونون مع رؤساء لجانهم يُقدّمون إضافة للولاية التي يُمثلونها على عكس أعضاء المجلس الذين لا يفعلون. اعتُمدت قوانين جديدة من قِبل المجلس في سبعينيات القرن العشرين وهي القوانين التي حدَّت من سلطات رؤساء اللجان على عكسِ ما كانوا عليه من قبل.

## المهام

### التشريع
يمكن تقديم مشاريع القوانين في أيٍّ من مجلسي الكونغرس، مع أنَّ الدستور الأمريكي يتضمَّنُ بندًا ينصُّ على أن جميع مشاريع القوانين الخاصة بتحصيلِ الإيرادات يجب أن تبدأ من مجلس النواب. لا يملكُ مجلس الشيوخ نتيجةً لهذا البند سلطة طرح مشاريع قوانين لفرض الضرائب، وعلاوةً على ذلك يرى مجلس النواب أن مجلس الشيوخ لا يملك سلطة إصدار مشروع قانون الاعتمادات الماليّة أو مشاريع القوانين التي تسمحُ بإنفاق الأموال الفيدرالية. عارضَ مجلس الشيوخ تاريخيًا التفسير الذي دعا إليه مجلس النواب ومع ذلك فالأخير يرفضُ ببساطة النظر في مشاريع قوانين المخصَّصات إذا ما طرحها مجلس الشيوخ وهو ما يدفعُ المجلسين في النهاية لتسوية الأمور بينهما. يستندُ الحكم الدستوري الذي يمنع مجلس الشيوخ من تقديم مشاريع قوانين بشأنِ الإيرادات وتحصيلها إلى ممارسة البرلمان البريطاني والتي بموجبها يُمكن لمجلس العموم فقط أن يطرح مثل هذه المشاريع. على الرغم من أن الدستور منح مجلس النواب سلطة بدء مشروعات قوانين الإيرادات، فإنَّ مجلس الشيوخ – في الممارسة العملية – يُساوي مجلس النواب فيما يتعلق بالإنفاق. موافقة المجلسين مطلوبة لأي مشروع قانون بما في ذلك مشروع تحصيل الإيرادات حتى يُصبح قانونًا. يجبُ على كلا المجلسين تمرير نفس النسخة من مشروع القانون، وإذا ما كانت هناك اختلافات فيُمكن حلها عن طريق لجنة المؤتمر التي تضمُّ أعضاء من كلا الهيئتين أو بطرق أخرى.

### الضوابط والتوازنات
يُوضّح الدستور الأمريكي عددًا من مهام مجلس الشيوخ، فهو المجلس المكلَّف بـ «فحص» سلطات العناصر الأخرى في الحكومة الاتحادية، كما يتدخل المجلس – حيث تستوجب موافقته – في بعض التعيينات الحكومية للرئيس فضلًا عن ضرورة موافقتهِ على جميع المعاهدات مع الحكومات الأجنبية. يُنظّم المجلس أيضًا إجراءات الإقالة أو العزل كما ينتخبُ نائب الرئيس في حالة عدم حصول أي مرشَّحٍ على أغلبية الأصوات الانتخابية.

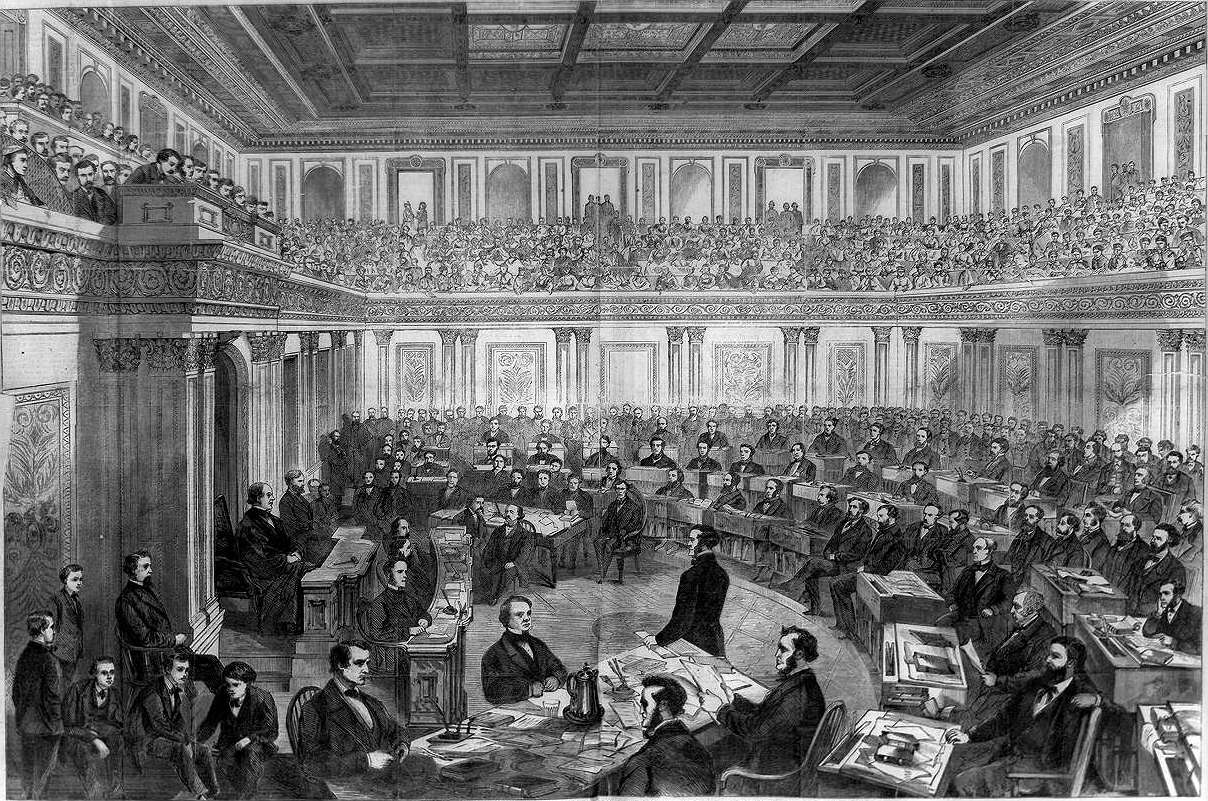
صورة فنيّة لثيودور آر ديفيس يُصوِّر فيها محاكمة الرئيس أندرو جونسون تمهيدًا لعزله عام 1868

يُمكن للرئيس إجراء تعييناتٍ معينةٍ لكن بمشورة وموافقة مجلس الشيوخ. تشملُ قائمة المسؤولين الذين تتطلب تعييناتهم موافقة مجلس الشيوخ أعضاء مجلس الوزراء ورؤساء معظم الوكالات التنفيذية الفيدرالية والسفراء وقضاة المحكمة العليا وقضاة اتحاديين آخرين. يخضعُ عددٌ كبيرٌ من التعيينات الحكومية بموجب المادة الثانية (القسم الثاني) من الدستور للمراجعة من قِبل مجلس الشيوخ، ومع ذلك فقد أقرَّ الكونجرس تشريعًا للسماح بتعيين العديد من المسؤولين دون موافقة المجلس. يحضر المُرشَّح الحكومي في العادة جلسة استماعٍ أمام لجنة مجلس الشيوخ، ثمّ ينظر المجلس بكامل هيئته في الترشيح قبل إعلان موافقته النهائيّة. نادرًا ما تفشلُ لجان مجلس الشيوخ في الحكمِ على أهليّة مرشحٍ ما، عدى عن أنَّ الرئيس يسحبُ في أحيانٍ أخرى ترشيحاته عندما يتأكّد أن المجلس سيرفضها. بسببِ كلّ هذا، فالرفض الصريح والمُباشر للمُرشَّحين في مجلس الشيوخ نادر الحدوث حيث أن الأخير رفض على مرِّ تاريخه تسعة مرشحين لا أكثر لمجلس الوزراء.
تخضع صلاحيات مجلس الشيوخ فيما يتعلَّقُ بالترشيحات لبعض القيود، حيث ينصُّ الدستور – على سبيل المثال لا الحصر – على أنه يجوز للرئيس ترشيح شخصٍ ما خلال عطلة الكونغرس دون مشورةِ مجلس الشيوخ وموافقته. لقد استخدم الرؤساء بشكل متكرر التعيينات في فترات الراحة للتحايلِ على احتمال أن يرفض مجلس الشيوخ المُرشَّح علمًا أن مشورة مجلس الشيوخ وموافقته مطلوبتانِ لتعيين بعض مسؤولي السلطة التنفيذية إلا أنها ليست ضرورية لعزلهم. واجهت في الواقع التعيينات خلال العطلة قدرًا كبيرًا من المقاومة، فأصدر مجلس الشيوخ عام 1960 قرارًا غير ملزم قانونًا ضد التعيينات في فترة العطلة.

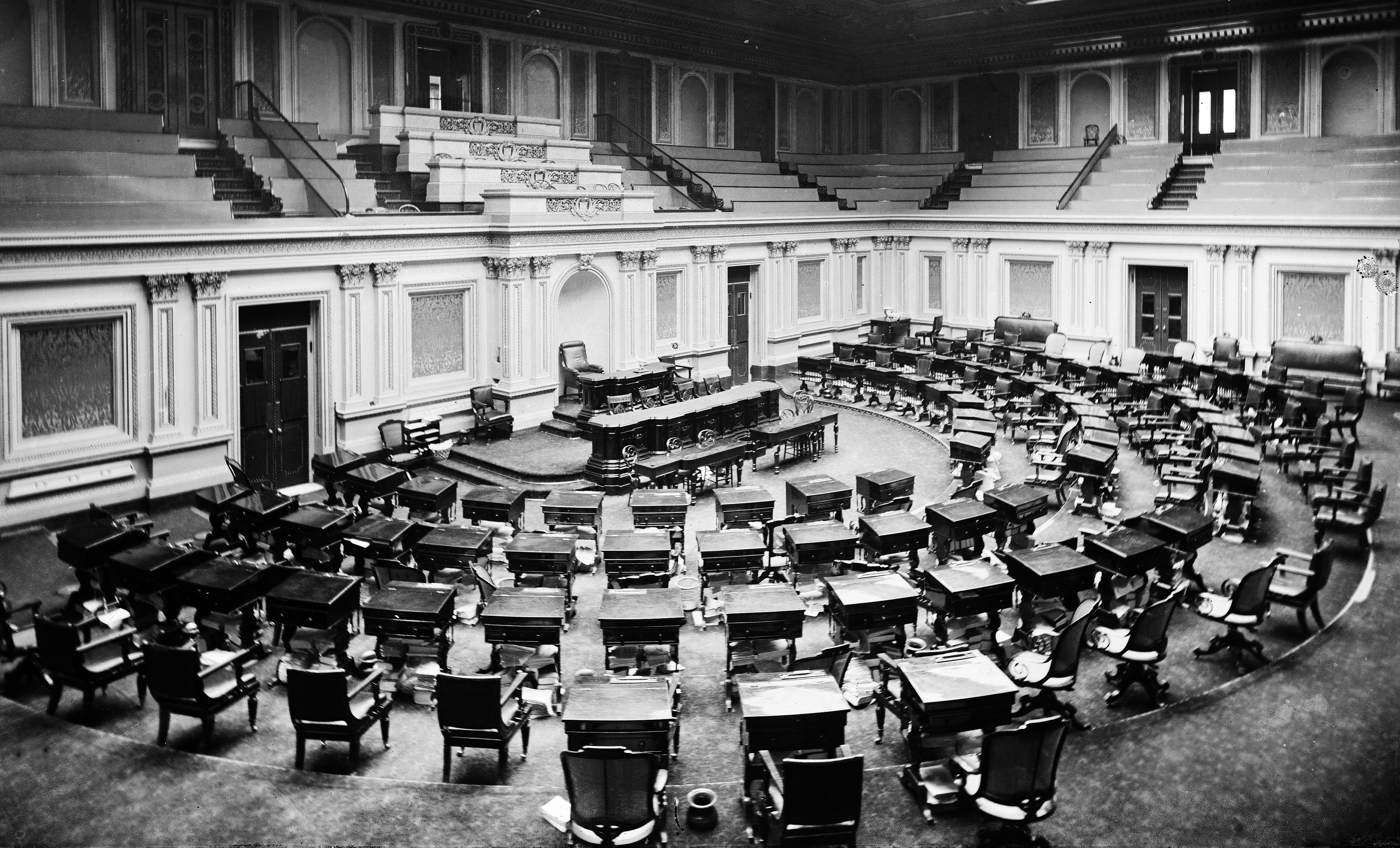
غرفة مجلس الشيوخ الأمريكي ج. 1873: مبصقتان أو ثلاثة مرئية بواسطة المكاتب

لدى مجلس الشيوخ دورٌ في التصديق على المعاهدات، حيث ينصُّ الدستور بوضوحٍ على أنه يجوز للرئيس عقد المعاهدات بشرط موافقة ثلثي أعضاء مجلس الشيوخ الحاليين وذلك من أجل الاستفادة من مشورة مجلس الشيوخ وموافقته ومنح كل ولاية صوتًا متساويًا في هذه العملية. لا تُعتبر في هذا السياق جميع الاتفاقيات الدولية معاهدات بموجب القانون المحلي للولايات المتحدة حتى لو كانت تُعتبر معاهدات بموجبِ القانون الدولي. أقر الكونجرس قوانين تُجيز للرئيس إبرام اتفاقيات تنفيذية دون تدخلٍ من مجلس الشيوخ، وبالمثل يجوز للرئيس إبرام اتفاقيات تنفيذية في الكونغرس بموافقة أغلبية بسيطة في كل مجلسٍ من مجلسي الكونجرس بدلاً من أغلبية الثلثين في مجلس الشيوخ. الملاحظُ أنه لم يتم ذكر أي من الاتفاقيات التنفيذية أو اتفاقيات الكونجرس التنفيذية في الدستور وهو ما دفع عددًا من المحامين على رأسهم لورنس تريب وجون يو، إلى اعتبار الاتفاقيات التنفيذية تحايلًا بشكل غير دستوري على عملية التصديق على المعاهدة، ومع ذلك فقد أيدت المحاكم صحّة مثل هذه الاتفاقات.
يخول الدستور مجلس النواب البدء في إجراءات سحب الثقة من المسؤولين الفيدراليين بتهمة «الخيانة والرشوة أو غيرها من الجرائم والجنح الكبرى» فيما يُفوِّضُ مجلس الشيوخ لعقد محاكماتٍ للبثّ في مثل هذه الاتهامات. إذا تمَّت محاكمة رئيس الولايات المتحدة، فإنَّ رئيس المحكمة العليا يترأسُ المحاكمة التي يُطلب أثنائها من أعضاء مجلس الشيوخ دستوريًا أن يحلفوا اليمين. تتطلب الإدانة أغلبية ثلثي أعضاء مجلس الشيوخ الحاضرين، ويتمُّ عزل المسؤول المُدَانِ تلقائيًا من منصبه في حالة ما اكتمل العدد اللازم لذلك، كما يجوزُ لمجلس الشيوخ أن يمنع المُدَان من توّلي المنصب في المستقبل، لكنه لا يملكُ سلطة فرض عقوبة أخرى أثناء إجراءات الإقالة.
قام مجلس النواب على مرِّ تاريخه بإقالةِ ستة عشر مسؤولاً أُدين سبعة منهم، فيما بدأ مجلس الشيوخ إجراءات عزل ثلاثة رؤساء أمريكيين هم أندرو جونسون عام 1868 وبيل كلينتون عام 1998 ودونالد ترامب عام 2019 لكنّ المحاكمات الثلاث لم تُسفر عن عزل أيّ رئيس. يتمتع مجلس الشيوخ بموجب التعديل الثاني عشر بسلطةِ انتخاب نائب الرئيس إذا لم يحصل أي مرشحٍ للمنصبِ على أغلبيّة الأصوات في المجمع الانتخابي. يتطلَّبُ التعديل الثاني عشر من مجلس الشيوخ الاختيار من بين المُرشَّحَيْنِ اللذَيْنِ حصلَا على أكبر عدد من الأصوات الانتخابية، أمَّا حالات الجمود في المجمع الانتخابي فهي نادرة الحدوث حيثُ كسر مجلس الشيوخ الجمود مرة واحدة فقط وكان ذلك عام 1837 حينما انتخبَ ريتشارد مينتور جونسون. جديرٌ بالذكر هنا أنَّ مجلس النواب هو من ينتخبُ الرئيس في حالةِ ما وصل المجمع الانتخابي إلى طريقٍ مسدودٍ بعد الانتخابات.

## انتقادات
ينتقدُ بعض النقاد والمتابعين للشأن الأمريكي العام مجلس الشيوخ الأمريكي بالتقادم نتيجة للشللِ الحزبي عدى عن كثرة القواعد الغامضة. ينتقدُ آخرون فكرة التعطيل في مجلس الشيوخ حيث يُحدِّدُ الدستور عتبة 50٪ لتمرير التشريعات بينما يُمكن لتصويتٍ من قِبل ثلاثة أخماس المجلس إيقاف الجلسة النقاشيّة وبالتالي منع مشاريع قوانين مفيدة من المرور. يرى في المُقابل مؤيّدو فكرة التعطيل أنها تُمثل حماية مهمة لآراء الأقلية وجدارًا ضد حكم الحزب الواحد خاصة إذا ما تولَّى نفس الحزب الرئاسة والأغلبية في كلٍ من مجلسي النواب والشيوخ.
على الرغم من أنَّ هذا كان جزءًا مقصودًا من تسوية كونيتيكت (بالإنجليزية: Connecticut Compromise)، فقد وصف النقاد حقيقة أن التمثيل في مجلس الشيوخ لا يتناسبُ مع السكان بأنه «معادٍ للديمقراطية» و«حُكم الأقليّة». يُشير المقاليّ ديفيد ليونهارت أنه نظرًا لأن الولايات الصغيرة يقطنها أمريكيون من أصلٍ أوروبي فهم ممثلون بشكلٍ غير متناسب، ويُضيف أنَّ الأمريكيين الأفارقة مثلًا يمتلكون 75٪ من قوتهم التصويتية في مجلس الشيوخ – نسبة لتركُّزهم في ولايات كبيرة ويقطنها الملايين – بينما يمتلك الأمريكيون من أصل إسباني 55٪ فقط، مؤكّدًا أنَّ ما يقربُ من أربعة ملايين أمريكي من أصلٍ أفريقي وأوروبي ليس لهم تمثيلٌ في مجلس الشيوخ كونهم يقطنون في مقاطعة كولومبيا وباقي التبعيات الأمريكية.